# Utsukushī kare
 (novembre 2024).
Utsukushī kare (美しい彼) est une série de light novels de Yū Nagira. Elle a été adaptée en une série télévisée conclue par un film au cinéma et en manga.

## Synopsis
Kazunari Hira, un adolescent bègue tombe sous le charme de Sou Kiyoi, le garçon populaire de l'école.

## Light novels
- 2014 : Utsukushī kare (美しい彼)[1]
- 2016 : Nikurashī kare (憎らしい彼)[2]
- 2019 : Nayamashī kare (悩ましい彼)[3]
- 2021 : Interlude: Utsukushī kare bangai-hen shū (interlude 美しい彼番外編集)
- 2023 : Mamanaranai kare (儘ならない彼)[4]

## Adaptations

### Dramatique sonore
Une adaptation en dramatique sonore est sortie en CD à partir de 2019.

### Série télévisée et film
Les romans ont été adaptés en une série télévisée de deux saisons (de respectivement 6 et 4 épisodes) dont le titre anglais est My Beautiful Man.
Celle-ci est conclue en 2023 par un film : My Beautiful Man: Eternal. Il réunit environ 100 000 spectateurs au cinéma.

### Manga
Les romans sont adaptés en manga à partir 2021 sous le titre My Beautiful Boy en France.